# Európai Filmdíj a legjobb filmnek
A legjobb film (angolul: Best European Film) elismerés az 1988-ban alapított Európai Filmdíjak egyike, amelyet az Európai Filmakadémia (EFA) tagjainak szavazata alapján ítélnek oda az év európai filmtermése legjobbnak ítélt egész estét betöltő játék-, dokumentum-, vagy animációs filmjének. A díjátadóra felváltva Berlinben, illetve egy-egy európai városban megrendezett gála keretében kerül sor minden év végén.
Az Európai Filmdíjat 1996-ig Felix-díj néven osztották ki; e kategória elnevezése az év legjobb filmje volt, amit 2001-től a legjobb film cím váltott fel.
A díjra jelölt filmek kiválasztása mintegy 40-50 előzetesen javaslatba hozott filmből történik. A javaslatot részben a Filmakadémia tagjai teszik közvetlenül az országuk éves filmterméséből, részben pedig az EFA igazgatótanácsi tagjaiból összeállított zsűri. A végső szavazásra bocsátott filmek száma az évek során 5-8 között változott.
2023-ig e kategóriában kizárólag fikciós nagyjátékfilmek versenyeztek. 2024-től – saját kategóriájukban történő versenyzés mellett – egész estét betöltő dokumentum- és animációs filmek is jelölhetők. Ehhez 15-re emelték a kategória jelöltjeinek számát.

## Díjazottak és jelöltek
| „Díjazott” – szürkéskék háttérrel   |
| „Jelölt” – világos szürke háttérrel |

### 1980-as évek
| Év                                           | Magyar címe                             | Eredeti címe           | Rendező            | Ország |
| -------------------------------------------- | --------------------------------------- | ---------------------- | ------------------ | ------ |
| 1988                                         |                                         |                        |                    |        |
| Rövidfilm a gyilkolásról                     | Krótki film o zabijaniu                 | Krzysztof Kieślowski   | Lengyelország      |        |
| Berlin felett az ég                          | Der Himmel über Berlin                  | Wim Wenders            | NSZK               |        |
| Eleven erdő                                  | El bosque animado                       | José Luis Cuerda       | Spanyolország      |        |
| Iacob                                        | Iacob                                   | Mircea Daneliuc        | Románia            |        |
| Hódító Pelle                                 | Pelle Erobreren                         | Bille August           | Dánia              |        |
| Távoli hangok, csendélet                     | Distant Voices, Still Lives             | Terence Davies         | Egyesült Királyság |        |
| Viszontlátásra, gyerekek!                    | Au revoir les enfants                   | Louis Malle            | Franciaország      |        |
| 1989                                         |                                         |                        |                    |        |
| Táj a ködben                                 | Topio sztin omíkhli (Τοπίο στην ομίχλη) | Theodoros Angelopoulos | Görögország        |        |
| A kis Vera                                   | Malenkaja Vera (Ма́ленькая Ве́ра)         | Vaszilij Picsul        | Szovjetunió        |        |
| Eldorádó                                     | Eldorádó                                | Bereményi Géza         | Magyarország       |        |
| Vérmes remények                              | High Hopes                              | Mike Leigh             | Egyesült Királyság |        |
| Emlékek a Sárga Házból – Egy luzitán komédia | Recordações da Casa Amarela             | João César Monteiro    | Portugália         |        |
| –––                                          | Magnús                                  | Þráinn Bertelsson      | Izland             |        |

### 1990-es évek
| Év                                                    | Magyar címe                                                        | Eredeti címe                | Rendező                                        | Ország |
| ----------------------------------------------------- | ------------------------------------------------------------------ | --------------------------- | ---------------------------------------------- | ------ |
| 1990                                                  |                                                                    |                             |                                                |        |
| Nyitott ajtók                                         | Porte aperte                                                       | Gianni Amelio               | Olaszország                                    |        |
| A gyufagyári lány                                     | Tulitikkutehtaan tyttö                                             | Aki Kaurismäki              | Finnország                                     |        |
| Cyrano de Bergerac                                    | Cyrano de Bergerac                                                 | Jean-Paul Rappeneau         | Franciaország                                  |        |
| Jaj, Carmela!                                         | ¡Ay Carmela!                                                       | Carlos Saura                | Spanyolország                                  |        |
| Kihallgatás                                           | Przesłuchanie                                                      | Ryszard Bugajski            | Lengyelország                                  |        |
| –––                                                   | Maty (Мать)                                                        | Gleb Panfilov               | Szovjetunió                                    |        |
| –––                                                   | Skyddsängeln                                                       | Suzanne Osten               | Svédország                                     |        |
| 1991                                                  |                                                                    |                             |                                                |        |
| Lim-lom                                               | Riff-Raff                                                          | Ken Loach                   | Egyesült Királyság                             |        |
| A kis bűnöző                                          | Le petit criminel                                                  | Jacques Doillon             | Franciaország                                  |        |
| Homo Faber                                            | Homo Faber                                                         | Volker Schlöndorff          | Németország                                    |        |
| 1992                                                  |                                                                    |                             |                                                |        |
| A gyermekrabló                                        | Il ladro di bambini                                                | Gianni Amelio               | Olaszország                                    |        |
| A Pont-Neuf szerelmesei                               | Les amants du Pont-Neuf                                            | Leos Carax                  | Franciaország                                  |        |
| Bohémélet                                             | La vie de bohème                                                   | Aki Kaurismäki              | Franciaország                                  |        |
| 1993                                                  |                                                                    |                             |                                                |        |
| Urga – Édenbe zárva                                   | Урга — территория любви                                            | Nyikita Mihalkov            | Oroszország                                    |        |
| Benny videója                                         | Benny's Video                                                      | Michael Haneke              | Ausztria                                       |        |
| Dermedt szív                                          | Un cœur en hiver                                                   | Claude Sautet               | Franciaország                                  |        |
| 1994                                                  |                                                                    |                             |                                                |        |
| Lamerica                                              | Lamerica                                                           | Gianni Amelio               | Olaszország                                    |        |
| Apám nevében                                          | In the Name of the Father                                          | Jim Sheridan                | Egyesült Királyság                             |        |
| Három szín: Kék, Három szín: Fehér, Három szín: Piros | Trois couleurs: Bleu, Trois couleurs: Blanc, Trois couleurs: Rouge | Krzysztof Kieślowski        | Franciaország · Lengyelország · Svájc          |        |
| 1995                                                  |                                                                    |                             |                                                |        |
| Haza és szabadság                                     | Land and Freedom                                                   | Ken Loach                   | Egyesült Királyság                             |        |
| Odüsszeusz tekintete                                  | To Vlemma tou Odyssea                                              | Thódorosz Angelópulosz      | Görögország                                    |        |
| Párizsi randevúk                                      | Les rendez-vous de Paris                                           | Éric Rohmer                 | Franciaország                                  |        |
| 1996                                                  |                                                                    |                             |                                                |        |
| Hullámtörés                                           | Breaking the Waves                                                 | Lars von Trier              | Dánia                                          |        |
| Kolja                                                 | Kolja                                                              | Jan Svěrák                  | Csehország                                     |        |
| Titkok és hazugságok                                  | Secrets & Lies                                                     | Mike Leigh                  | Egyesült Királyság                             |        |
| 1997                                                  |                                                                    |                             |                                                |        |
| Alul semmi                                            | The Full Monty                                                     | Peter Cattaneo              | Egyesült Királyság                             |        |
| A szélhámos                                           | Vor                                                                | Pavel Csuhraj               | Oroszország                                    |        |
| Az angol beteg                                        | The English Patient                                                | Anthony Minghella           | Egyesült Királyság                             |        |
| Az ötödik elem                                        | Le cinquième élément                                               | Luc Besson                  | Franciaország                                  |        |
| Conan kapitány                                        | Capitaine Conan                                                    | Bertrand Tavernier          | Franciaország                                  |        |
| Tökéletes kör                                         | Savršeni krug                                                      | Ademir Kenović              | Bosznia-Hercegovina                            |        |
| 1998                                                  |                                                                    |                             |                                                |        |
| Az élet szép                                          | La vita è bella                                                    | Roberto Benigni             | Olaszország                                    |        |
| A kis véreskezű                                       | The Butcher Boy                                                    | Neil Jordan                 | Írország                                       |        |
| A lé meg a Lola                                       | Lola rennt                                                         | Tom Tykwer                  | Németország                                    |        |
| Az élet, amiről az angyalok álmodnak                  | La vie rêvée des anges                                             | Erick Zonca                 | Franciaország                                  |        |
| Eleven hús                                            | Carne trémula                                                      | Pedro Almodóvar             | Spanyolország                                  |        |
| Nevem, Joe                                            | My Name Is Joe                                                     | Ken Loach                   | Egyesült Királyság                             |        |
| Születésnap                                           | Festen                                                             | Thomas Vinterberg           | Dánia                                          |        |
| 1999                                                  |                                                                    |                             |                                                |        |
| Mindent anyámról                                      | Todo sobre mi madre                                                | Pedro Almodóvar             | Spanyolország                                  |        |
| A napfény íze                                         | A napfény íze                                                      | Szabó István                | Magyarország · Ausztria · Németország · Kanada |        |
| Hadszíntér                                            | The War Zone                                                       | Tim Roth                    | Egyesült Királyság                             |        |
| Mifune utolsó dala                                    | Mifunes sidste sang                                                | Soren Kragh-Jacobsen        | Dánia                                          |        |
| Molokh                                                | Moloch (Молох)                                                     | Alekszandr Szokurov         | Oroszország                                    |        |
| Redvás Åmål                                           | Fucking Åmål                                                       | Lukas Moodysson             | Svédország                                     |        |
| Rosetta                                               | Rosetta                                                            | Jean-Pierre és Luc Dardenne | Belgium                                        |        |
| Sztárom a párom                                       | Notting Hill                                                       | Roger Michell               | Egyesült Királyság                             |        |

### 2000-es évek
| Év                                         | Magyar címe                         | Eredeti címe                         | Rendező                                                                           | Ország |
| ------------------------------------------ | ----------------------------------- | ------------------------------------ | --------------------------------------------------------------------------------- | ------ |
| 2000                                       |                                     |                                      |                                                                                   |        |
| Táncos a sötétben                          | Dancer in the Dark                  | Lars von Trier                       | Dánia                                                                             |        |
| Billy Elliot                               | Billy Elliot                        | Stephen Daldry                       | Egyesült Királyság                                                                |        |
| Csibefutam                                 | Chicken Run                         | Peter Lord, Nick Park                | Egyesült Királyság                                                                |        |
| Harry csak jót akar                        | Harry, un ami qui vous veut du bien | Dominik Moll                         | Franciaország                                                                     |        |
| Hűtlenek                                   | Trolösa                             | Liv Ullmann                          | Svédország                                                                        |        |
| Ízlés dolga                                | Le goût des autres                  | Agnès Jaoui                          | Franciaország                                                                     |        |
| Tangó és tulipán                           | Pane e tulipani                     | Silvio Soldini                       | Olaszország                                                                       |        |
| 2001                                       |                                     |                                      |                                                                                   |        |
| Amélie csodálatos élete                    | Le fabuleux destin d'Amélie Poulain | Jean-Pierre Jeunet                   | Franciaország                                                                     |        |
| A fiú szobája                              | La stanza del figlio                | Nanni Moretti                        | Olaszország · Franciaország                                                       |        |
| A kísérlet                                 | Das Experiment                      | Oliver Hirschbiegel                  | Németország                                                                       |        |
| A zongoratanárnő                           | La pianiste                         | Michael Haneke                       | Ausztria · Franciaország                                                          |        |
| Bridget Jones naplója                      | Bridget Jones's Diary               | Sharon Maguire                       | Egyesült Királyság                                                                |        |
| Intimitás                                  | Intimacy                            | Patrice Chéreau                      | Franciaország · Olaszország                                                       |        |
| Más világ                                  | The Others                          | Alejandro Amenábar                   | Spanyolország                                                                     |        |
| Olasz nyelv kezdőknek                      | Italiensk for begyndere             | Lone Scherfig                        | Dánia                                                                             |        |
| 2002                                       |                                     |                                      |                                                                                   |        |
| Beszélj hozzá                              | Hable con ella                      | Pedro Almodóvar                      | Spanyolország                                                                     |        |
| 8 nő                                       | 8 femmes                            | François Ozon                        | Franciaország                                                                     |        |
| A Magdolna nővérek                         | The Magdalene Sisters               | Peter Mullan                         | Egyesült Királyság                                                                |        |
| A múlt nélküli ember                       | Mies vailla menneisyyttä            | Aki Kaurismäki                       | Finnország · Németország · Franciaország                                          |        |
| A zongorista                               | The Pianist                         | Roman Polański                       | Franciaország · Lengyelország · Németország · Egyesült Királyság                  |        |
| Csavard be, mint Beckham                   | Bend It Like Beckham                | Gurinder Chadha                      | Egyesült Királyság                                                                |        |
| Lilja 4-ever                               | Lilja 4-ever                        | Lukas Moodysson                      | Svédország                                                                        |        |
| Véres vasárnap                             | Bloody Sunday                       | Paul Greengrass                      | Egyesült Királyság                                                                |        |
| 2003                                       |                                     |                                      |                                                                                   |        |
| Good bye, Lenin!                           | Good Bye Lenin!                     | Wolfgang Becker                      | Németország                                                                       |        |
| Az élet nélkülem                           | Mi vida sin mí                      | Isabel Coixet                        | Spanyolország · Kanada                                                            |        |
| Dogville – A menedék                       | Dogville                            | Lars von Trier                       | Dánia · Hollandia · Svédország · Franciaország · Egyesült Királyság · Németország |        |
| Ezen a világon                             | In This World                       | Michael Winterbottom                 | Egyesült Királyság                                                                |        |
| Gyönyörű mocsokságok                       | Dirty Pretty Things                 | Stephen Frears                       | Egyesült Királyság                                                                |        |
| Swimming Pool                              | Swimming Pool                       | François Ozon                        | Franciaország · Egyesült Királyság                                                |        |
| 2004                                       |                                     |                                      |                                                                                   |        |
| Fallal szemben                             | Gegen die Wand                      | Fatih Akın                           | Németország · Törökország                                                         |        |
| A belső tenger                             | Mar adentro                         | Alejandro Amenábar                   | Spanyolország · Franciaország · Olaszország                                       |        |
| Kóristák                                   | Les choristes                       | Christophe Barratier                 | Franciaország · Svájc                                                             |        |
| Lyukat ütsz a szívembe                     | Ett hål i mitt hjärta               | Lukas Moodysson                      | Svédország · Dánia                                                                |        |
| Rossz nevelés                              | La mala educación                   | Pedro Almodóvar                      | Spanyolország                                                                     |        |
| Vera Drake                                 | Vera Drake                          | Mike Leigh                           | Egyesült Királyság · Franciaország                                                |        |
| 2005                                       |                                     |                                      |                                                                                   |        |
| A rejtély                                  | Caché                               | Michael Haneke                       | Franciaország · Ausztria · Németország · Olaszország                              |        |
| A gyermek                                  | L'enfant                            | Jean-Pierre és Luc Dardenne          | Belgium · Franciaország                                                           |        |
| Kívül tágasabb                             | Don't Come Knocking                 | Wim Wenders                          | Németország                                                                       |        |
| Sophie Scholl – Aki szembeszállt Hitlerrel | Sophie Scholl – Die letzten Tage    | Marc Rothemund                       | Németország                                                                       |        |
| Szerelmem nyara                            | My Summer of Love                   | Paweł Pawlikowski                    | Egyesült Királyság                                                                |        |
| Testvéred feleségét...                     | Brødre                              | Susanne Bier                         | Dánia · Egyesült Királyság · Svédország · Norvégia                                |        |
| 2006                                       |                                     |                                      |                                                                                   |        |
| A mások élete                              | Das Leben der Anderen               | Florian Henckel von Donnersmarck     | Németország                                                                       |        |
| Felkavar a szél                            | The Wind That Shakes the Barley     | Ken Loach                            | Egyesült Királyság · Írország · Németország · Olaszország · Spanyolország         |        |
| Guantánamo                                 | The Road to Guantanamo              | Michael Winterbottom, Mat Whitecross | Egyesült Királyság                                                                |        |
| Reggeli a Plútón                           | Breakfast on Pluto                  | Neil Jordan                          | Írország · Egyesült Királyság                                                     |        |
| Szerelmem, Szarajevó                       | Grbavica                            | Jasmila Žbanić                       | BIH · Ausztria · Németország · CRO                                                |        |
| Volver                                     | Volver                              | Pedro Almodóvar                      | Spanyolország                                                                     |        |
| 2007                                       |                                     |                                      |                                                                                   |        |
| 4 hónap, 3 hét, 2 nap                      | 4 luni, 3 săptămâni şi 2 zile       | Cristian Mungiu                      | Románia                                                                           |        |
| A királynő                                 | The Queen                           | Stephen Frears                       | Egyesült Királyság · Franciaország · Olaszország                                  |        |
| A másik oldalon                            | Auf der anderen Seite               | Fatih Akın                           | Németország · Törökország                                                         |        |
| Az utolsó skót király                      | The Last King of Scotland           | Kevin Macdonald                      | Egyesült Királyság                                                                |        |
| Persepolis                                 | Persepolis                          | Marjane Satrapi, Vincent Paronnaud   | Franciaország                                                                     |        |
| Piaf                                       | La Môme                             | Olivier Dahan                        | Franciaország · Csehország · Egyesült Királyság                                   |        |
| 2008                                       |                                     |                                      |                                                                                   |        |
| Gomorra                                    | Gomorra                             | Matteo Garrone                       | Olaszország                                                                       |        |
| Az osztály                                 | Entre les murs                      | Laurent Cantet                       | Franciaország                                                                     |        |
| Árvaház                                    | El orfanato                         | Juan Antonio Bayona                  | Spanyolország                                                                     |        |
| Hajrá, boldogság!                          | Happy-Go-Lucky                      | Mike Leigh                           | Egyesült Királyság                                                                |        |
| Il divo – A megfoghatatlan                 | Il Divo                             | Paolo Sorrentino                     | Olaszország                                                                       |        |
| Libanoni keringő                           | Vals Im Bashir (ואלס עם באשיר)      | Ari Folman                           | ISR · Franciaország · Németország                                                 |        |
| 2009                                       |                                     |                                      |                                                                                   |        |
| A fehér szalag                             | Das weiße Band                      | Michael Haneke                       | Németország · Ausztria · Franciaország · Olaszország                              |        |
| A felolvasó                                | The Reader                          | Stephen Daldry                       | Egyesült Királyság · Németország                                                  |        |
| Akvárium                                   | Fish Tank                           | Andrea Arnold                        | Egyesült Királyság                                                                |        |
| A próféta                                  | Un prophète                         | Jacques Audiard                      | Franciaország                                                                     |        |
| Engedj be!                                 | Låt den rätte komma in              | Tomas Alfredson                      | Svédország                                                                        |        |
| Gettómilliomos                             | Slumdog Millionaire                 | Danny Boyle                          | Egyesült Királyság                                                                |        |

### 2010-es évek
| Év                                                    | Magyar címe                                        | Eredeti címe                    | Rendező                                                                 | Ország |
| ----------------------------------------------------- | -------------------------------------------------- | ------------------------------- | ----------------------------------------------------------------------- | ------ |
| 2010                                                  |                                                    |                                 |                                                                         |        |
| Szellemíró                                            | The Ghost Writer                                   | Roman Polański                  | Franciaország · Németország · Egyesült Királyság                        |        |
| Emberek és istenek                                    | Des hommes et des dieux                            | Xavier Beauvois                 | Franciaország                                                           |        |
| Libanon                                               | Lebanon (לבנון)                                    | Samuel Maoz                     | Izrael · Németország · Franciaország                                    |        |
| Méz                                                   | Bal                                                | Semih Kaplanoğlu                | Törökország                                                             |        |
| Soul Kitchen                                          | Soul Kitchen                                       | Fatih Akın                      | Németország                                                             |        |
| Szemekbe zárt titkok                                  | El secreto de sus ojos                             | Juan José Campanella            | Spanyolország · Argentína                                               |        |
| 2011                                                  |                                                    |                                 |                                                                         |        |
| Melankólia                                            | Melancholia                                        | Lars von Trier                  | Dánia · Svédország · Franciaország · Németország                        |        |
| A király beszéde                                      | The King's Speech                                  | Tom Hooper                      | Egyesült Királyság                                                      |        |
| Egy jobb világ                                        | Hævnen                                             | Susanne Bier                    | Dánia                                                                   |        |
| Kikötői történet                                      | Le Havre                                           | Aki Kaurismäki                  | Finnország · Franciaország · Németország                                |        |
| The Artist – A némafilmes                             | The Artist                                         | Michel Hazanavicius             | Franciaország                                                           |        |
| 2012                                                  |                                                    |                                 |                                                                         |        |
| Szerelem                                              | Amour                                              | Michael Haneke                  | Ausztria · Franciaország · Németország                                  |        |
| A szégyentelen                                        | Shame                                              | Steve McQueen                   | Egyesült Királyság                                                      |        |
| A vadászat                                            | Jagten                                             | Thomas Vinterberg               | Dánia                                                                   |        |
| Barbara                                               | Barbara                                            | Christian Petzold               | Németország                                                             |        |
| Cézárnak meg kell halnia                              | Cesare deve morire                                 | Paolo Taviani, Vittorio Taviani | Olaszország                                                             |        |
| Életrevalók                                           | Intouchables                                       | Olivier Nakache, Eric Toledano  | Franciaország                                                           |        |
| Srác a biciklivel                                     | Le gamin au vélo                                   | Jean-Pierre és Luc Dardenne     | Belgium · Franciaország · Olaszország                                   |        |
| 2013                                                  |                                                    |                                 |                                                                         |        |
| A nagy szépség                                        | La grande bellezza                                 | Paolo Sorrentino                | Olaszország · Franciaország                                             |        |
| Adèle élete – 1–2. fejezet                            | La vie d'Adèle – Chapitres 1 & 2                   | Abdellatif Kechiche             | Franciaország                                                           |        |
| Alabama és Monroe                                     | The Broken Circle Breakdown                        | Felix Van Groeningen            | Belgium                                                                 |        |
| Hófehérke                                             | Blancanieves                                       | Pablo Berger                    | Spanyolország                                                           |        |
| Oh Boy!                                               | Oh Boy!                                            | Jan Ole Gerster                 | Németország                                                             |        |
| Senki többet                                          | La migliore offerta                                | Giuseppe Tornatore              | Olaszország                                                             |        |
| 2014                                                  |                                                    |                                 |                                                                         |        |
| Ida                                                   | Ida                                                | Paweł Pawlikowski               | Lengyelország · Dánia                                                   |        |
| A nimfomániás                                         | Nymphomaniac                                       | Lars von Trier                  | Dánia · Belgium · Németország · Egyesült Királyság                      |        |
| Lavina                                                | Turist                                             | Ruben Östlund                   | Svédország · Dánia · Norvégia · Franciaország                           |        |
| Leviatán                                              | Leviafan (Левиафан)                                | Andrej Zvjagincev               | Oroszország                                                             |        |
| Téli álom                                             | Kış Uykusu                                         | Nuri Bilge Ceylan               | Törökország                                                             |        |
| 2015                                                  |                                                    |                                 |                                                                         |        |
| Ifjúság                                               | Youth                                              | Paolo Sorrentino                | Olaszország · Franciaország · Egyesült Királyság · Svájc                |        |
| A homár                                               | The Lobster                                        | Jórgosz Lánthimosz              | Írország · Egyesült Királyság · Görögország · Franciaország · Hollandia |        |
| Egy galamb leült egy ágra, hogy tűnődjön a létezésről | En duva satt på en gren och funderade på tillvaron | Roy Andersson                   | Svédország · Norvégia · Franciaország · Németország                     |        |
| Kosok                                                 | Hrútar                                             | Grímur Hákonarson               | Izland · Dánia                                                          |        |
| Mustang                                               | Mustang                                            | Deniz Gamze Ergüven             | Franciaország · Törökország · Németország                               |        |
| Victoria                                              | Victoria                                           | Sebastian Schipper              | Németország                                                             |        |
| 2016                                                  |                                                    |                                 |                                                                         |        |
| Toni Erdmann                                          | Toni Erdmann                                       | Maren Ade                       | Németország · Ausztria                                                  |        |
| Áldozat?                                              | Elle                                               | Paul Verhoeven                  | Franciaország · Németország · Belgium                                   |        |
| A szoba                                               | Room                                               | Lenny Abrahamson                | Írország · Kanada · Egyesült Királyság · Amerikai Egyesült Államok      |        |
| Én, Daniel Blake                                      | I, Daniel Blake                                    | Ken Loach                       | Egyesült Királyság · Franciaország · Belgium                            |        |
| Julieta                                               | Julieta                                            | Pedro Almodóvar                 | Spanyolország                                                           |        |
| 2017                                                  |                                                    |                                 |                                                                         |        |
| A négyzet                                             | The Square                                         | Ruben Östlund                   | Svédország · Németország · Franciaország · Dánia                        |        |
| 120 dobbanás percenként                               | 120 battements par minute                          | Robin Campillo                  | Franciaország                                                           |        |
| A remény másik oldala                                 | Toivon tuolla puolen                               | Aki Kaurismäki                  | Finnország · Németország                                                |        |
| Szeretet nélkül                                       | Nyeljubov (Нелюбовь)                               | Andrej Zvjagincev               | Oroszország · Belgium · Németország · Franciaország                     |        |
| Testről és lélekről                                   | Testről és lélekről                                | Enyedi Ildikó                   | Magyarország                                                            |        |
| 2018                                                  |                                                    |                                 |                                                                         |        |
| Hidegháború                                           | Zimna wojna                                        | Paweł Pawlikowski               | Lengyelország · Egyesült Királyság · Franciaország                      |        |
| Dogman – Kutyák királya                               | Dogman                                             | Matteo Garrone                  | Olaszország · Franciaország                                             |        |
| Határeset                                             | Gräns                                              | Ali Abbasi                      | Svédország · Dánia                                                      |        |
| Lány                                                  | Girl                                               | Lukas Dhont                     | Belgium · Hollandia                                                     |        |
| Történet a tiszta szívről                             | Lazzaro felice                                     | Alice Rohrwacher                | Olaszország · Franciaország · Németország · Svájc                       |        |
| 2019                                                  |                                                    |                                 |                                                                         |        |
| A kedvenc                                             | The Favourite                                      | Jórgosz Lánthimosz              | Egyesült Királyság · Írország · Amerikai Egyesült Államok               |        |
| Az első áruló                                         | Il traditore                                       | Marco Bellocchio                | Olaszország · Németország · Franciaország · Brazília                    |        |
| Fájdalom és dicsőség                                  | Dolor y gloria                                     | Pedro Almodóvar                 | Spanyolország                                                           |        |
| Tiszt és kém – A Dreyfus-ügy                          | J'accuse                                           | Roman Polański                  | Franciaország · Olaszország                                             |        |
| Kontroll nélkül                                       | Systemsprenger                                     | Nora Fingscheidt                | Németország                                                             |        |
| Nyomorultak                                           | Les misérables                                     | Ladj Ly                         | Franciaország                                                           |        |

### 2020-as évek
| Év                       | Magyar címe                                  | Eredeti címe                                          | Rendező | Ország |
| ------------------------ | -------------------------------------------- | ----------------------------------------------------- | --- | ------ |
| 2020                     |                                              |                                                       | |        |
| Még egy kört mindenkinek | Druk                                         | Thomas Vinterberg                                     | Dánia · Hollandia · Svédország                                                                                              |        |
| Berlin Alexanderplatz    | Berlin Alexanderplatz                        | Burhan Qurbani                                        | Németország · Hollandia |        |
| Corpus Christi           | Boże Ciało                                   | Jan Komasa                                            | Lengyelország · Franciaország                                                                                               |        |
| Festett madár            | Nabarvené ptáče                              | Václav Marhoul                                        | Csehország · Ukrajna · Szlovákia                                                                                            |        |
| Martin Eden              | Martin Eden                                  | Pietro Marcello                                       | Olaszország · Franciaország                                                                                                 |        |
| Hableány                 | Undine                                       | Christian Petzold                                     | Németország · Franciaország                                                                                                 |        |
| 2021                     |                                              |                                                       | |        |
| Quo vadis, Aida?         | Quo vadis, Aida?                             | Jasmila Žbanić                                        | Bosznia-Hercegovina · Ausztria · Hollandia · Franciaország · Lengyelország · Norvégia · Németország · Románia · Törökország |        |
| Az apa                   | The Father                                   | Florian Zeller                                        | Egyesült Királyság · Franciaország                                                                                          |        |
| Hatos fülke              | Hytti nro 6                                  | Juho Kuosmanen                                        | Finnország · Oroszország · Észtország · Németország                                                                         |        |
| Isten keze               | È stata la mano di Dio                       | Paolo Sorrentino                                      | Olaszország |        |
| Titán                    | Titane                                       | Julia Ducournau                                       | Franciaország · Belgium |        |
| 2022                     |                                              |                                                       | |        |
| A szomorúság háromszöge  | Triangle of Sadness                          | Ruben Östlund                                         | Svédország · Németország · Franciaország · Egyesült Királyság                                                               |        |
| Alcarrás                 | Alcarràs                                     | Carla Simón                                           | Spanyolország · Olaszország                                                                                                 |        |
| Fűző                     | Corsage                                      | Marie Kreutzer                                        | Ausztria · Luxemburg · Németország · Franciaország                                                                          |        |
| Közel                    | Close                                        | Lukas Dhont                                           | Belgium · Franciaország · Csehország                                                                                        |        |
| Szent pók                | Holy Spider                                  | Ali Abbasi                                            | Dánia · Németország · Svédország · Franciaország                                                                            |        |
| 2023                     |                                              |                                                       | |        |
| Egy zuhanás anatómiája   | Anatomie d'une chute                         | Justine Triet                                         | Franciaország |        |
| Én vagyok a kapitány     | Io Capitano                                  | Matteo Garrone                                        | Olaszország · Belgium |        |
| Érdekvédelmi terület     | The Zone of Interest                         | Jonathan Glazer                                       | Egyesült Királyság · Lengyelország · Amerikai Egyesült Államok                                                              |        |
| Hulló levelek            | Kuolleet lehdet                              | Aki Kaurismäki                                        | Finnország · Németország |        |
| Zöldhatár                | Zielona granica                              | Agnieszka Holland                                     | Lengyelország · Franciaország · Csehország · Belgium                                                                        |        |
| 2024                     |                                              |                                                       | |        |
| Emilia Pérez             | Emilia Pérez                                 | Jacques Audiard                                       | Franciaország |        |
| Áradás                   | Straume                                      | Gints Zilbalodis                                      | Lettország · Franciaország · Belgium                                                                                        |        |
| A szent füge magja       | The Seed of the Sacred Fig; دانه انجیر معابد | Mohammad Rasoulof                                     | Németország · Franciaország                                                                                                 |        |
| A szer                   | The Substance                                | Coralie Fargeat                                       | Egyesült Királyság · Amerikai Egyesült Államok · Franciaország                                                              |        |
| A szomszéd szoba         | The Room Next Door                           | Pedro Almodóvar                                       | Spanyolország |        |
| A szultána álma          | El sueño de la sultana                       | Isabel Herguera                                       | Spanyolország · Németország · India                                                                                         |        |
| –––                      | Bye Bye Tibériade                            | Lina Soualem                                          | Franciaország · Belgium · Palesztina · Katar                                                                                |        |
| Dahomey – Kik vagyunk?   | Dahomey                                      | Mati Diop                                             | Franciaország · Szenegál |        |
| Nincs más föld           | No Other Land                                | Yuval Abraham, Rachel Szor, Basel Adra, Hamdan Ballal | Palesztina · Norvégia |        |
| –––                      | Sauvages                                     | Claude Barras                                         | Svájc · Franciaország · Belgium                                                                                             |        |
| –––                      | Soundtrack to a Coup d'État                  | Johan Grimonprez                                      | Franciaország · Belgium · Hollandia                                                                                         |        |
| –––                      | They Shot the Piano Player                   | Fernando Trueba, Javier Mariscal                      | Spanyolország · Franciaország · Hollandia · Portugália                                                                      |        |
| –––                      | Vermiglio                                    | Maura Delpero                                         | Olaszország · Franciaország · Belgium                                                                                       |        |
| –––                      | W zawieszeniu                                | Alina Maksimenko                                      | Lengyelország |        |
| –––                      | Život k sežrání                              | Kristina Dufková                                      | Csehország · Franciaország · Szlovákia                                                                                      |        |